# Lidija Kryłowa
Lidija Jewgienjewna Kryłowa (ros. Лидия Евгеньевна Крылова; ur. 12 marca 1951 w Moskwie) – radziecka wioślarka, brązowa medalistka olimpijska z Montrealu (1976), mistrzyni Europy (1972).
W 1976 roku wystąpiła na igrzyskach olimpijskich w Montrealu, podczas których wzięła udział w jednej konkurencji – rywalizacji czwórek ze sternikiem. Reprezentantki Związku Radzieckiego (w składzie: Nadieżda Siewostjanowa, Ludmiła Krochina, Galina Miszenina, Anna Pasocha oraz sterniczka Lidija Kryłowa) zdobyły w tej konkurencji brązowy medal olimpijski, uzyskując w finale czas 3:49,38 i przegrywając z osadami z Niemieckiej Republiki Demokratycznej i Bułgarii. 
W 1972 roku zdobyła złoty medal mistrzostw Europy w Brandenburg an der Havel w ósemkach, uzyskując w finale rezultat 3:18,53.
Za osiągnięcia sportowe wyróżniona została tytułem mistrza sportu ZSRR klasy międzynarodowej.